# Пам'ятник Миколаю Копернику (Хожув)
Пам'ятник Миколаю Копернику в Хожуві - гранітна статуя на честь Миколи Коперника роботи Єжи Бандури, встановлена 1964 року в польському місті Хохуві.
За проєкт пам’ятника скульптор Єжи Бандура отримав мистецьку нагороду міста Кракова ще 1955 року. 1964 року пам'ятник був відкритий. 
Пам'ятник знаходиться біля Сілезького планетарію в Сілезькому парку в Хожуві. Він виготовлений з граніту і має висоту 4 м. Астроном зображений стоячим на круглій платформі. Композиція нагадує гігантський сонячний годинник. Обличчя Коперника звернено до неба, а в руці він тримає земну кулю. Пам'ятник разом з будівлями планетарію становить єдиний архітектурний ансамбль.
|  |
|  |

|  |
|  |